# Elvira Öberg
Pour les articles homonymes, voir Öberg.
Elvira Karin Öberg (peut également s'écrire Oeberg), née le 26 février 1999 à Kiruna, est une biathlète suédoise. Sœur cadette de Hanna Öberg, elle aussi biathlète, elle gagne coup sur coup ses deux premières courses en Coupe du monde, la poursuite et la mass start du Grand Bornand en décembre 2021. Aux Jeux olympiques d'hiver de 2022, elle remporte la médaille d'argent du sprint et de la poursuite avant d'être sacrée championne olympique du relais avec l'équipe de Suède. En 2025, elle est sacrée championne du monde de mass-start à Lenzerheide, sa première médaille d'or aux mondiaux.

## Biographie

### Jeunesse
Elvira Öberg est née à Kiruna, mais sa famille emménage à Svensby, où elle apprend le biathlon avec un appui important de ses parents, tout comme sa sœur Hanna avec, comme source d'inspiration, le champion norvégien Ole Einar Bjørndalen.
Licenciée au club de Piteå, elle est membre de l'école de biathlon de Sollefteå depuis 2015. Ses débuts internationaux ont lieu en 2017 aux Championnats du monde jeunesse à Osrblie, où elle récolte une médaille de bronze à l'individuel. Elle remporte trois titres aux Championnats du monde jeunesse en 2018, sur le sprint, l'individuel et le relais, en étant la plus rapide à skis à chaque fois. Elle bénéficie de l'entraînement avec l'équipe nationale élite à partir de l'été 2018. Aux Championnats du monde junior 2019, elle obtient une médaille de bronze en relais, finissant quatrième individuellement.

### Débuts en Coupe du monde et premiers podiums
Elle est sélectionnée pour sa première course en Coupe du monde en décembre 2019 à Östersund, où elle se classe douzième du sprint. Une semaine après, au même endroit, elle aide les Suédoises à terminer troisième du relais, pour monter sur son premier podium à ce niveau. Elle obtient des points sur la majorité des courses suivantes, améliorant son meilleur résultat avec une huitième place au sprint de Nové Město, pour conclure la saison au 24e rang de la Coupe du monde. Elle est désignée débutante de l'année par l'IBU.
Lors de l'étape de Coupe du monde de Kontiolahti en décembre 2020, elle monte sur son premier podium individuel en terminant troisième du sprint gagné par sa sœur Hanna, puis prend part au premier succès de la Suède en relais féminin depuis près de dix ans. Elle termine la saison 2020-2021 à la 12e place du classement général.

### Premières victoires en Coupe du monde et trois médailles olympiques
Lors de la quatrième étape de la Coupe du monde 2021-2022 au Grand Bornand fin décembre, Elvira Öberg signe ses deux premières victoires à 22 ans. Elle s'impose dans la poursuite, puis remporte la mass start en remontant de la vingtième place après le premier tir debout. Un cinq sur cinq au dernier tir et un tour final supersonique lui permet de devancer comme la veille en poursuite, Julia Simon à l'arrivée. « c'est tellement irréel de passer la ligne d'arrivée avec le drapeau suédois. C'est un rêve devenu réalité. C'est énorme, je ne m'attendais pas à gagner encore aujourd'hui, je me suis bien rechargé hier, mais c'est incroyable ! », a-elle-dit. Elle obtient une troisième victoire en s'imposant le 12 janvier 2022 dans le sprint de Ruhpolding.
Aux Jeux olympiques de 2022, elle gagne deux médailles d'argent, en sprint puis en poursuite, à chaque fois devancée par Marte Olsbu Røiseland. Par équipes, associée à Linn Persson, Mona Brorsson et sa sœur Hanna Öberg, elle est la dernière relayeuse du relais féminin suédois victorieux et remporte ainsi son premier titre olympique. En mars, de retour en Coupe du monde, elle signe une quatrième victoire en remportant la mass-start d'Otepää, son deuxième succès sur ce format. Elle termine sa saison par une deuxième place au classement général derrière Olsbu Røiseland. Elle obtient également trois deuxièmes places sur les classements respectifs du sprint, de la poursuite (toujours derrière Olsbu Røiseland) et de la mass start (derrière Justine Braisaz-Bouchet). Lors de la mass-start finale gagnée par Braisaz-Bouchet à Holmenkollen, elle manque de peu de remporter le petit globe de la spécialité : une quatrième place lui aurait suffi mais, devancée au sprint sur la ligne par sa compatriote Persson, elle termine cinquième.
Lors de la saison 2022-2023, elle se présente comme l'une des principales candidates au gros globe et, dans la première partie de l'exercice, semble être la seule en mesure de contester la domination de Julia Simon. Elle s'impose une première fois en décembre au Grand-Bornand puis commence l'année 2023 par un doublé victorieux sprint-poursuite à Pokljuka. Mais, après deux bons trimestres validés par deux podiums à Antholz à la fin du mois de janvier, Elvira Öberg subit un sérieux coup de fatigue et perd totalement la forme. Aux mondiaux 2023 à Oberhof, elle déclare forfait sur la poursuite et l'individuel mais parvient tout de même à disputer le relais et gagner la médaille de bronze avec ses coéquipières suédoises. Le mois de mars est particulièrement difficile pour elle tant elle peine à marquer des points. Malgré tout, elle termine l'hiver à la cinquième place du classement général. Sa saison 2023-2024 est plus équilibrée. Elle affiche à nouveau sa meilleure forme en décembre, remportant sa seule course de l'hiver à Hochfilzen (poursuite) et faisant même trembler Justine Braisaz-Bouchet dans le dernier tour de la mass-start de Lenzerheide avant Noël avec une vélocité impressionnante sur les skis. Contrairement à la saison passée, même si elle ne parvient à maintenir son pic de forme, elle ne s'effondre pas et signe un nouveau podium en mars à Oslo. Elle boucle la saison à la septième place du classement général.
Elvira Öberg effectue un remarquable début de saison 2024-2025 à Kontiolahti en Finlande, montant à chaque fois sur le podium, grâce à ses qualités de skieuse, avec notamment une belle victoire sur la première mass-start alors qu'elle porte déjà le dossard jaune. Elle rentre ensuite dans le rang mais se distingue à nouveau en janvier en gagnant la mass-start de Ruhpolding avec un sans faute au tir. En février, aux championnats du monde 2025 à Lenzerheide, elle obtient la médaille d'argent sur la poursuite derrière Franziska Preuß et devant Justine Braisaz-Bouchet, en réalisant le meilleur temps de l'épreuve après s'être élancée en dixième position. Elle remporte ensuite son premier titre individuel en gagnant la mass-start.

## Palmarès

### Jeux olympiques
| Édition / Épreuve | Individuel | Sprint                             | Poursuite                          | Mass start | Relais                         | Relais mixte |
| ----------------- | ---------- | ---------------------------------- | ---------------------------------- | ---------- | ------------------------------ | ------------ |
| Pékin 2022        | 13e        | Médaille d'argent, Jeux olympiques | Médaille d'argent, Jeux olympiques | 9e         | Médaille d'or, Jeux olympiques | 4e           |

Légende :
- : première place, médaille d'or
- : deuxième place, médaille d'argent

### Championnats du monde
| Édition \ Épreuve       | Individuel | Sprint | Poursuite                | Mass start                    | Relais                    | Relais mixte              | Relais mixte simple |
| ----------------------- | ---------- | ------ | ------------------------ | ----------------------------- | ------------------------- | ------------------------- | ------------------- |
| Antholz-Anterselva 2020 | 14e        | 13e    | 47e                      | 26e                           | 5e                        | —                         | —                   |
| Pokljuka 2021           | 35e        | 22e    | 14e                      | 14e                           | 5e                        | —                         | —                   |
| Oberhof 2023            | —          | 16e    | N.P.                     | —                             | Médaille de bronze, monde | 9e                        | —                   |
| Nove Mesto 2024         | 30e        | 9e     | 8e                       | 22e                           | Médaille d'argent, monde  | Médaille de bronze, monde | —                   |
| Lenzerheide 2025        | 6e         | 10e    | Médaille d'argent, monde | Médaille d'or, Coupe du Monde | Médaille de bronze, monde | —                         | —                   |

Légende :
- : première place, médaille d'or
- : deuxième place, médaille d'argent
- : troisième place, médaille de bronze
- — : non disputée par Elvira Öberg
- N.P. : non partante

### Coupe du monde
- Meilleur classement général : 2e en 2022.
- Vainqueur du classement U25 (jeunes) en 2022 et 2023.
- 62 podiums :
  - 31 podiums individuels : 11 victoires, 11 deuxièmes places et 9 troisièmes places.
  - 23 podiums en relais : 6 victoires, 8 deuxièmes places et 9 troisièmes places.
  - 8 podiums en relais mixte : 1 victoire, 2 deuxièmes places et 5 troisièmes places.

Dernière mise à jour le 23 mars 2025

#### Classements en Coupe du monde
| Saison    | Individuel | Individuel | Individuel | Sprint  | Sprint | Sprint | Poursuite | Poursuite | Poursuite | Mass start | Mass start | Mass start | Général | Général | Général    |
| Saison    | Courses    | Points     | Class.     | Courses | Points | Class. | Courses   | Points    | Class.    | Courses    | Points     | Class.     | Courses | Points  | Classement |
| --------- | ---------- | ---------- | ---------- | ------- | ------ | ------ | --------- | --------- | --------- | ---------- | ---------- | ---------- | ------- | ------- | ---------- |
| 2019-2020 | 2 / 3      | 32         | 34e        | 8 / 8   | 146    | 15e    | 5 / 5     | 54        | 34e       | 4 / 5      | 36         | 33e        | 19 / 21 | 268     | 24e        |
| 2020-2021 | 3 / 3      | 49         | 18e        | 10 / 10 | 220    | 12e    | 7 / 8     | 198       | 8e        | 5 / 5      | 108        | 13e        | 25 / 26 | 631     | 12e        |
| 2021-2022 | 1 / 2      | 23         | 33e        | 9 / 9   | 340    | 2e     | 7 / 7     | 300       | 2e        | 3 / 4      | 160        | 2e         | 20 / 22 | 823     | 2e         |
| 2022-2023 | 3 / 3      | 93         | 9e         | 7 / 7   | 263    | 4e     | 5 / 6     | 350       | 2e        | 2 / 4      | 58         | 25e        | 17 / 20 | 764     | 5e         |
| 2023-2024 | 3 / 3      | 108        | 7e         | 7 / 7   | 265    | 5e     | 7 / 7     | 297       | 6e        | 4 / 4      | 159        | 5e         | 21 / 21 | 829     | 7e         |
| 2024-2025 | 2 / 3      | 106        | 7e         | 5 / 7   | 134    | 16e    | 4 / 6     | 222       | 6e        | 5 / 5      | 299        | 2e         | 16 / 21 | 761     | 4e         |

#### Détail des victoires
| Saison    | Individuel | Sprint     | Poursuite                 | Mass start                                        | Total |
| --------- | ---------- | ---------- | ------------------------- | ------------------------------------------------- | ----- |
| 2021-2022 |            | Ruhpolding | Le Grand-Bornand          | Le Grand-Bornand Otepää                           | 4     |
| 2022-2023 |            | Pokljuka   | Le Grand-Bornand Pokljuka |                                                   | 3     |
| 2023-2024 |            |            | Hochfilzen                |                                                   | 1     |
| 2024-2025 |            |            |                           | Kontiolahti Ruhpolding Lenzerheide (Ch. du monde) | 3     |
| Total     | 0          | 2          | 4                         | 5                                                 | 11    |

 Dernière mise à jour le 23 février 2025 

#### Résultats détaillés en Coupe du monde
| 2019-2020 |        |        |        |        |        |        |        |        |        |        |        |        |        | .      | .      | .       | .      |        |        |        |        |         |         |         |        |        | 24e |
| 2019-2020 | SP 12e | IN 36e | SP 27e | PU 23e | SP 29e | PU 36e | MS 23e | SP 33e | MS 28e | SP 20e | PU 32e | IN     | MS     | SP 13e | PU 47e | IN 14e  | MS 26e | SP 8e  | MS 29e | SP 45e | PU 19e | SP Ann. | PU Ann. | MS Ann. |        |        | 24e |
| 2020-2021 |        |        |        |        |        |        |        |        |        |        |        |        |        |        |        | .       | .      | .      | .      |        |        |         |         |         |        |        | 12e |
| 2020-2021 | IN 4e  | SP 24e | SP 3e  | PU 8e  | SP 11e | PU 7e  | SP 5e  | PU 3e  | MS 6e  | SP 24e | PU 13e | SP 11e | MS 21e | IN 50e | MS 24e | SP 22e  | PU 14e | IN 35e | MS 14e | SP 61e | PU     | SP 7e   | PU 16e  | SP 48e  | PU 16e | MS 18e | 12e |
| 2021-2022 |        |        |        |        |        |        |        |        |        |        |        |        |        |        |        | .       | .      | .      | .      |        |        |         |         |         |        |        | 2e  |
| 2021-2022 | IN 18e | SP 8e  | SP 2e  | PU 7e  | SP 17e | PU 3e  | SP 3e  | PU 1er | MS 1er | SP 15e | PU 7e  | SP 1er | PU 2e  | IN     | MS     | IN 13e  | SP 2e  | PU 2e  | MS 9e  | SP 7e  | PU 9e  | SP 8e   | MS 1er  | SP 17e  | PU 8e  | MS 5e  | 2e  |
| 2022-2023 |        |        |        |        |        |        |        |        |        |        |        |        |        |        | .      | .       | .      | .      |        |        |        |         |         |         |        |        | 5e  |
| 2022-2023 | IN 9e  | SP 12e | PU 3e  | SP 4e  | PU 4e  | SP 8e  | PU 1er | MS 4e  | SP 1er | PU 1er | IN 6e  | MS     | SP 3e  | PU 3e  | SP 16e | PU N.P. | IN     | MS     | SP 63e | PU     | IN 20e | MS 27e  | SP 72e  | PU Ann. | MS     |        | 5e  |
| 2023-2024 |        |        |        |        |        |        |        |        |        |        |        |        |        |        | .      | .       | .      | .      |        |        |        |         |         |         |        |        | 7e  |
| 2023-2024 | IN 39e | SP 11e | PU 10e | SP 2e  | PU 1er | SP 5e  | PU 5e  | MS 2e  | SP 11e | PU 4e  | SP 5e  | PU 18e | SI 10e | MS 11e | SP 9e  | PU 8e   | IN 30e | MS 22e | IN 2e  | MS 9e  | SP 28e | PU 10e  | SP 14e  | PU 14e  | MS 19e |        | 7e  |
| 2024-2025 |        |        |        |        |        |        |        |        |        |        |        |        |        |        | .      | .       | .      | .      |        |        |        |         |         |         |        |        | 4e  |
| 2024-2025 | SI 3e  | SP 2e  | MS 1re | SP 25e | PU 8e  | SP 32e | PU 6e  | MS 9e  | SP 37e | PU 3e  | IN 7e  | MS 1re | SP     | PU     | SP 10e | PU 2e   | IN 6e  | MS 1re | SP     | PU     | SI     | MS 26e  | SP 11e  | PU 2e   | MS 2e  |        | 4e  |

### Championnats du monde juniors et de la jeunesse
| Édition \ Épreuve   | Individuel                | Sprint               | Poursuite | Relais                    |
| ------------------- | ------------------------- | -------------------- | --------- | ------------------------- |
| Brezno-Osrblie 2017 | Médaille de bronze, monde | 16e                  | N.P.      | —                         |
| Otepää 2018         | Médaille d'or, monde      | Médaille d'or, monde | 5e        | Médaille d'or, monde      |
| Brezno-Osrblie 2019 | 17e                       | 4e                   | 23e       | Médaille de bronze, monde |

Légende :
- participation aux Ch. du monde de la jeunesse

- : première place, médaille d'or
- : troisième place, médaille de bronze
- — : non disputée par Elvira Öberg
- N.P. : non partante

### Championnats d'Europe juniors
| Édition \ Épreuve | Individuel | Sprint | Poursuite                 | Relais mixte | Relais mixte simple |
| ----------------- | ---------- | ------ | ------------------------- | ------------ | ------------------- |
| Pokljuka 2018     | 10e        | 9e     | Médaille d'argent, Europe | 8e           | —                   |
| Sjusjøen 2019     | 47e        | 14e    | 24e                       | 11e          | —                   |

Légende :
- : deuxième place, médaille d'argent
- — : non disputée par Elvira Öberg